# Jay O. Sanders
Pour les articles homonymes, voir Sanders.
Jay Olcutt Sanders est un acteur américain né le 16 avril 1953 à Austin, au Texas (États-Unis).

## Filmographie

### Cinéma

#### Films
- 1979 : Merci d'avoir été ma femme : Larry
- 1982 : La Folie aux trousses : Katz
- 1983 : Un flic aux trousses : Rudy Potts
- 1983 : Marjorie : Charles Rawlings
- 1987 : The Misfit Brigade (en) : Tiny
- 1988 : Tucker : Kirby
- 1988 : Le Prince de Pennsylvanie (The Prince of Pennsylvania) : Trooper Joe
- 1989 : Glory : Le Général George Crockett Strong
- 1990 : Just Like in the Movies : Ryan Legrand
- 1990 : Monsieur Destinée : Jackie Earle Bumpers
- 1991 : Un privé en escarpins : Murray Ryerson
- 1991 : Sans aucune défense (Defenseless) : Bull Dozer
- 1991 : Meeting Venus : Stephen Taylor
- 1991 : JFK : Lou Ivon
- 1993 : My Boyfriend's Back : Le Shérif McCloud
- 1994 : Une équipe aux anges : Ranch Wilder
- 1995 : Kiss of Death : L'agent fédéral (non crédité)
- 1995 : The Big Green : Coach Jay Huffer
- 1995 : Trois vœux : Coach Schramka
- 1996 : Daylight : Steven Crighton
- 1997 : Le Collectionneur : L'agent du FBI Kyle Craig
- 1997 : L'Entremetteur (The MatchMaker) : Le sénateur John McGlory
- 1997 : Les Sexton se mettent au vert : Samuel Yoder
- 1998 : Wrestling with Alligators : Rick
- 1998 : Drôle de couple 2 : Leroy
- 1999 : The Confession : Jack Reynoble
- 1999 : Libres comme le vent : Dan Miller
- 1999 : La Musique de mon cœur : Dan Paxton
- 2001 : Le Masque de l'araignée : L'agent du FBI Kyle Craig
- 2001 : Dead Dog : L'inspecteur
- 2003 : Abby Singer : Le père de Kevin
- 2004 : Le Jour d'après : Frank Harris
- 2005 : Shooting Livien : Colin Livien
- 2006 : Half Nelson de Ryan Fleck : Russ
- 2006 : Mariage Express : Le Shérif
- 2007 : Greetings from the Shore : Commodore Callaghan
- 2008 : Cadillac Records : M. Feder
- 2008 : Les Noces rebelles : Bart Pollock
- 2009 : Je déteste la Saint-Valentin : Tim
- 2010 : Hors de contrôle : Whitehouse
- 2011 : L'Empire des Rastelli (Il gioiellino) d'Andrea Molaioli : M. Rothman
- 2011 : Green Lantern : Carl Ferris
- 2011 : A Novel Romance : Walter Evans
- 2013 : Northern Borders : L'agent Sanders
- 2016 : Catfight de Onur Tukel : L’homme en colère
- 2022 : When You Finish Saving the World : Roger
- 2023 : Ses trois filles (His Three Daughters) de Azazel Jacobs : Vincent

#### Films animés
- 2004 : Hair High : Le présentateur sportif

### Télévision

#### Séries télévisées
- 1983 : AfterMASH : Dr. Gene Pfeiffer
- 1985 : Deux Flics à Miami : Le détective Tim Duryea

- 1990 : Roseanne : Ziggy (saison 2 épisode 16 / saison 3 épisode 25)
- 2002 : Braquage au féminin : L'inspecteur John Maynard
- 2002 : Morts sur commande : Harry Rowan
- 2009 : Damages : Le responsable de la sécurité chez Calder (saison 2 épisode 11)
- 2011 : Body of Proof : Harvey Brady (saison 2 épisode 7)
- 2011 : New York, section criminelle : Le capitaine Joseph Hannah
- 2011 : The Good Wife : Le juge Hal Ferris (saison 3 épisode 7)
- 2011-2012 : Pan Am : Douglas Vanderway (saison 1 épisodes 4,10,14)
- 2012-2014 : Person of Interest : Le consul
- 2012 : Blue Bloods : Jimmy Reagan (saison 2 épisode 17)
- 2012 : Unforgettable : Jonathan Hedstrom (saison 1 épisode 18)
- 2013 : Hostages : Lynn Shipley (saison 1 épisode 12)
- 2014 : True Detective : Billy Lee Tuttle (saison 1 épisodes 1,6)
- 2015 : American Odyssey : Alex
- 2015 : Blindspot : le père de Kurt

#### Téléfilms
- 1980 : The Day Christ Died : Peter
- 1981 : Starstruck : M. Miller
- 1983 : Living Proof: The Hank Williams Jr. Story : Dick Willey
- 1984 : A Doctor's Story : Dr. Curtis
- 1986 : Rage of Angels: The Story Continues : Argath Winnet
- 1987 : Private Eye : Nick Cleary
- 1989 : La Destinée de Mademoiselle Simpson (Cold Sassy Tree) : Clayton McAllister
- 1990 : Contre toute évidence (Revealing Evidence: Stalking the Honolulu Strangler) : Tom Marshall
- 1993 : Hostages : Terry Anderson
- 1993 : Rio Shannon : John Cleary
- 1994 : Service des urgences (State of Emergency) : Dr. Jeffrey Forrest
- 1994 : Nobody's Children : Joe Stevens
- 1995 : Permission d'aimer (Silver Strand) : Lucas Hughes
- 1995 : Down Came a Blackbird : Jan Talbeck
- 1996 : Les Procureurs (The Prosecutors) : Alan Baker
- 1999 : Les Fugueurs (Earthly Possessions) : Zack Emery
- 1999 : Jack Bull : Metcalfe
- 1999 : A.T.F. : Sam Sinclair
- 2000 : Picnic : Howard Bevens
- 2001 : Une nouvelle vie (The Familiar Stranger or My husband's double life[1]) : Patrick Hennessy Welsh / Timothy Michael Kingsbury
- 2001 : Boss of Bosses : Joseph O'Brien
- 2001 : The Last Brickmaker in America : Mike
- 2002 : Salem Witch Trials : Thomas Putnam
- 2003 : D.C. Sniper: 23 Days of Fear : Douglas Duncan
- 2007 : The Valley of Light : Howard
- 2014 : That Hopey Changey Thing : Richard Apple
- 2017 : Sneaky Pete : Sam